# Horreur.net
 (novembre 2012).
Horreur.net est un site web traitant du cinéma d'horreur, de science-fiction et de fantastique au sens large. Il est à ranger dans la catégorie des bases de données cinématographiques de l'Internet. Son slogan est « L'Encyclopédie virtuelle du cinéma de genre ». Il est animé par une équipe de cinéphiles bénévoles francophones.

## Le site
Le site a été mis en ligne pour la première fois le 5 septembre 2000, avant de subir une refonte en 2005 et de prendre une orientation encyclopédique. Il propose notamment près de vingt-cinq mille fiches de films illustrées et regroupées par genres, des notices biographiques, des dossiers, des Top 50 et un forum. Chaque fiche de film contient le casting technique et le nom des acteurs principaux, de même que des informations générales telles que les dates de sortie en salle et en DVD, le budget, etc. À cela vient s'ajouter, en fonction des films, une critique réalisée par un chroniqueur (une base de données des critiques impressionnante selon le Télépro du 3 décembre 2020), des visuels (affiches, images du films) et des bandes-annonces.
Le site présente un aspect communautaire très prononcé et bénéficie d'une interactivité omniprésente, fondée sur la participation des internautes par le biais d'un forum de discussion et sur la possibilité qu'ils ont de créer des fiches de films manquants et/ou de les modifier, ainsi que de laisser des avis qui sont souvent aussi informatifs que ceux de l'article commenté.
Depuis novembre 2022, le site propose également des dossiers à propos de faits divers irrésolus ou terrifiants intitulés les Dossiers de l’Impossible.